# 馬力 (1939年)
馬力，MH（1939年—），南亞裔，民建聯少數族裔小組成員，原籍巴基斯坦。曾被委任作香港油尖旺區議會的委任議員。
他跟已故民建聯主席馬力除了黨員關係以外沒有任何其他關係。